# Erdene, Töv
Erdene (tiếng Mông Cổ: Эрдэнэ) là một sum của tỉnh Töv ở Mông Cổ. Vào năm 2007, dân số của sum là 3.607 người.

## Địa lý
Sum có diện tích khoảng 8.000 km2. Trung tâm sum, Ar Khust, nằm cách tỉnh lỵ Zuunmod 59 km và thủ đô Ulaanbaatar 67 km.

### Khí hậu
Erdene có khí hậu cận Bắc Cực. Nhiệt độ trung bình hàng năm trong khu vực là 2 °C. Tháng ấm nhất là tháng 7, khi nhiệt độ trung bình là 22 °C và lạnh nhất là tháng 1, với −22 °C. Lượng mưa trung bình hàng năm là 370 mm. Tháng ẩm ướt nhất là tháng 7, với lượng mưa trung bình là 89 mm, và khô nhất là tháng 1, với 3 mm.

## Kinh tế
Sum có một trường học, bệnh viện, khu dịch vụ và xưởng.